# 韶山駅
韶山駅（しょうざんえき）は、中華人民共和国湖南省湘潭市韶山市清渓鎮にある中国鉄路広州局集団公司の駅である。

## 歴史
1966年に長沙市鉄道学院の紅衛兵の提案のもと、鉄道部は毛沢東故居に通じる韶山駅の建設を決定した。
1967年12月28日、韶山線の開通。